# Grand Est
Grand Est är en administrativ region i Frankrike. Den bildades den 1 januari 2016 genom en sammanslagning av tre tidigare regioner: Alsace, Champagne-Ardenne och Lorraine. Till och med september 2016 hette regionen Alsace-Champagne-Ardenne-Lorraine, innan ett nytt namn var godkänt. Regionens största stad och huvudstad är Strasbourg.

## Indelning
Regionen delas in i tio departement.
| Nummer | Departement        | Huvudort             | Region 1982-2015  |
| ------ | ------------------ | -------------------- | ----------------- |
| 08     | Ardennes           | Charleville-Mézières | Champagne-Ardenne |
| 10     | Aube               | Troyes               | Champagne-Ardenne |
| 51     | Marne              | Châlons-en-Champagne | Champagne-Ardenne |
| 52     | Haute-Marne        | Chaumont             | Champagne-Ardenne |
| 54     | Meurthe-et-Moselle | Nancy                | Lorraine          |
| 55     | Meuse              | Bar-le-Duc           | Lorraine          |
| 57     | Moselle            | Metz                 | Lorraine          |
| 67     | Bas-Rhin           | Strasbourg           | Alsace            |
| 68     | Haut-Rhin          | Colmar               | Alsace            |
| 88     | Vosges             | Épinal               | Lorraine          |